# Список электростанций Греции
В списке перечисляются электростанции Греции. Список сгруппирован по видам электростанций.

## Гидроэлектростанции
| Станция      | Местоположение  | Мощность, МВт | Статус        |
| ------------ | --------------- | ------------- | ------------- |
| ГЭС Кастраки | Кастраки        | 320           | Функционирует |
| ГЭС Кремаста | Кремаста Сикиас | 437           | Функционирует |
| ГЭС Ладон    | Аркадия         | 50            | Функционирует |
| ГЭС Пластира | Кардица         | 130           | Функционирует |
| ГЭС Стратос  | Стратос         | 150           | Функционирует |
| ГЭС Тисаврос | Драма           | 384           | Функционирует |

## Тепловые электростанции
| Название                 | Местоположение          | Топливо              | Мощность, МВт | Ввод вэксплуатацию | Примечания |
| ------------------------ | ----------------------- | -------------------- | ------------- | ------------------ | ---------- |
| ТЭС Айос-Димитриос       | Айос-Димитриос (Козани) | Лигнит               | 1500          |                    |            |
| ТЭС Айос-Еорьос          | Керацини                | Природный газ, мазут | 360           |                    |            |
| ТЭС Аливери              | Аливери                 | Мазут                | 300           |                    |            |
| Amyntaio Power Station   | Аминдео                 | Лигнит               | 600           |                    |            |
| ТЭС Аферинолакос         | Аферинолакос            | Мазут                | 105           | 2004               |            |
| ТЭС Флорина (ТЭС Мелити) | Мелити                  | Лигнит               | 330           | 2003               |            |
| ТЭС Кардья               | Кардья                  | Лигнит               | 1200          | 1975               |            |
| ТЭС Комотини             | Комотини                | Природный газ        |               |                    |            |
| ТЭС Лаврион              | Лаврион                 | нефть, природный газ | 450           |                    |            |
| ТЭС Линопермата          | Линопермата             | очищенная нефть      | 111           |                    |            |
| ТЭС Мегалополис А        | Мегалополис             | Лигнит               | 850           |                    |            |
| ТЭС Мегалополис B        | Мегалополис             | Лигнит               |               |                    |            |
| ТЭЦ «Птолемаис»          | Птолемаис               | Лигнит               | 495           |                    |            |
| ТЭС Соронис              | Соронис                 | Нефть                | 105           | 1976               |            |

## Солнечные электростанции

### Действующие
| Мощность, МВт | Местоположение | Описание                                | Дата постройки |
| ------------- | -------------- | --------------------------------------- | -------------- |
| 4,3           | Флорина        | Промышленная зона Флорины               | 2009           |
| 2             | Волос          | Фотоэлектрическая электростанция Волос  | 2009           |
| 2             | Фивы           | Фотоэлектрическая электростанция Фивы   | 2009           |
| 1,997         | Куцоподи       |                                         | 2009           |
| 1,99          | Триполис       |                                         | 2009           |
| 1,25          | Пурнари        |                                         | 2009           |
| 1             | Ильопендитики  |                                         | 2009           |
| 0,944         | Понтираклия    |                                         | 2009           |
| 0,100         | Китнос         |                                         | 2009           |
| 0,060         | Сифнос         |                                         | 1998           |
| 0,020         | Таврос         | ILPAP Building                          | 2009           |
| 0,020         | Таврос         | Станция ETHEL (ныне — OSY SA)           | 2009           |
| 0,020         | Амарусион      | Станция Афинского метрополитена «Ирини» | 2009           |

### Планируемые
| Мощность    | Местоположение | Описание                         | Дата постройки |
| ----------- | -------------- | -------------------------------- | -------------- |
| 200–300 МВт | Козани         | Индустриальный парк Козани       | –              |
| 50 МВт      | Мегалополис    | Индустриальный парк Мегалополи   | –              |
| 0,48 МВт    | Крит           | Индустриальный парк Аферинолакос | –              |